# Relaciones Argentina-Panamá
Las relaciones Argentina-Panamá son las relaciones internacionales entre la República Argentina y la República de Panamá. Las cuales se establecieron en 1920.

## Historia
La relación entre Argentina y Panamá tiene sus raíces en siglos de historia compartida. Ambos países han mantenido lazos diplomáticos desde hace décadas, lo que ha permitido fortalecer sus vínculos en varias áreas. Durante el siglo XX, Argentina y Panamá han colaborado en temas de comercio, inversión y cooperación internacional.

## Comercio bilateral e Inversiones mutuas
El comercio entre Argentina y Panamá ha sido siempre una parte importante de su relación. Ambos países han firmado acuerdos comerciales que han facilitado el intercambio de bienes y servicios. Panamá es un importante destino de las exportaciones argentinas, especialmente en el sector agropecuario.
Por otro lado, Argentina ha invertido en Panamá en diversos sectores como la infraestructura, la energía y el turismo. Esta inversión ha contribuido al desarrollo económico de Panamá y ha fortalecido los lazos entre ambos países.

## Cooperación internacional e intercambio cultural
Argentina y Panamá han colaborado en diversos temas de interés internacional, como la lucha contra el cambio climático, la protección de los derechos humanos y la promoción del desarrollo sostenible. Ambos países han trabajado juntos en foros internacionales para avanzar en estos objetivos comunes.
Además, el intercambio cultural entre Argentina y Panamá ha sido fundamental para fortalecer su relación. Ambos países han realizado eventos culturales, intercambios de artistas y exposiciones para promover la cultura de cada país en el otro. Esta colaboración ha enriquecido la diversidad cultural de ambas naciones.

## Política, diplomacia y defensa
En el ámbito político, Argentina y Panamá han mantenido una relación cordial y de respeto mutuo. Ambos países han trabajado juntos en proyectos de cooperación política y en la defensa de los derechos humanos. La diplomacia entre Argentina y Panamá ha sido fundamental para resolver conflictos y promover la paz en la región.
En cuanto a la defensa, Argentina y Panamá han colaborado en temas de seguridad y defensa, especialmente en la lucha contra el narcotráfico y el crimen organizado. Ambos países han fortalecido sus lazos en materia de seguridad para proteger a sus ciudadanos y garantizar la estabilidad regional.

## Turismo, Arte y patrimonio
El turismo entre Argentina y Panamá ha crecido en los últimos años, gracias a la promoción de sus destinos turísticos y la conectividad aérea entre ambos países. Argentina es un destino popular para los panameños que buscan conocer la cultura y la naturaleza de este país, mientras que Panamá atrae a turistas argentinos con su rica historia y sus hermosas playas.
En cuanto al arte y el patrimonio, Argentina y Panamá han colaborado en la preservación de su patrimonio cultural y en la promoción de la diversidad artística de ambos países. Se han realizado exposiciones conjuntas, intercambios de artistas y proyectos de conservación para proteger la historia y la cultura de Argentina y Panamá.

## Misiones diplomáticas
- Argentina tiene una embajada en la Ciudad de Panamá.[12]
- Panamá tiene una embajada en Buenos Aires.[13]